# Viaggiando
Viaggiando è una raccolta di successi del cantante italiano Vasco Rossi, pubblicata nel 1991.

## Il disco
Questa raccolta esce nel 1991, cioè nell'anno dei concerti europei di "Fronte del palco":
La particolarità del disco sta nella copertina, nella quale si vede Vasco Rossi su un elicottero, mentre sullo sfondo si intravede una cartina stradale.

## Tracce
1. Siamo solo noi
2. Una canzone per te
3. Tu che dormivi piano
4. Che ironia
5. Giocala
6. Anima fragile
7. Brava Giulia
8. Canzone
9. Toffee
10. C'è chi dice no
11. Sensazioni forti
12. Va bè (se proprio te lo devo dire)